# Viéville-en-Haye
Viéville-en-Haye település Franciaországban, Meurthe-et-Moselle megyében. Lakosainak száma 140 fő (2022. január 1.). Viéville-en-Haye Euvezin, Jaulny, Limey-Remenauville, Prény, Thiaucourt-Regniéville és Vilcey-sur-Trey községekkel határos.

## Népesség
A település népessége az elmúlt években az alábbi módon változott:
| Lakosok száma | 159  | 124  | 125  | 162  | 156  | 153  | 147  | 141  | 141  | 140  |
|               | 1968 | 1982 | 1990 | 2006 | 2013 | 2015 | 2017 | 2019 | 2020 | 2022 |